# Комсомольский сельсовет (Павловский район)
Комсомольский сельсовет — муниципальное образование со статусом сельского поселения и административно-территориальное образование в Павловском районе Алтайского края России. Административный центр — посёлок Комсомольский.

## Население
| 1997  | 1998  | 1999  | 2000  | 2001  | 2002  |
| ----- | ----- | ----- | ----- | ----- | ----- |
| 2543  | ↘2525 | ↘2522 | ↘2487 | ↗2535 | ↘2505 |
| 2003  | 2004  | 2005  | 2006  | 2007  | 2008  |
| ↘2492 | ↘2486 | ↘2479 | ↗2532 | ↗2591 | ↗2616 |
| 2009  | 2010  | 2011  | 2012  | 2013  | 2014  |
| ↘2598 | ↘2561 | ↗2564 | ↗2589 | ↘2587 | ↗2704 |
| 2015  | 2016  | 2017  | 2018  | 2019  | 2020  |
| ↗2761 | ↗2877 | ↘2835 | ↗2866 | ↘2798 | ↘2728 |
| 2021  |       |       |       |       |       |
| ↘2665 |       |       |       |       |       |

По результатам Всероссийской переписи населения 2010 года, численность населения муниципального образования составила 2561 человек, в том числе 1223 мужчины и 1338 женщин. Оценка Росстата на 1 января 2012 года — 2589 человек.

## Населённые пункты
В состав сельского поселения входит 3 населённых пункта:
- посёлок Комсомольский,
- посёлок Озёрный,
- посёлок Урожайный.